# Schübelbach
Schübelbach – miejscowość i gmina w Szwajcarii, w kantonie Schwyz, w okręgu March.

## Demografia
W Schübelbach mieszka 9 428 osób. W 2021 roku 31,1% populacji gminy stanowiły osoby urodzone poza Szwajcarią. 

## Transport
Przez teren gminy przebiegają drogi główne nr 3, nr 391 i nr 392.